# Salpa tuberculata
Salpa tuberculata — вид покривників класу сальп (Salpae). Мешкає у субтропічних водах по всьому світі.